# ORWO
Az ORWO (Original Wolfen) keletnémet magnókazetta-, fényképezőfilm- és fotópapírgyár volt. Székhelye az NDK-beli Wolfenben volt. A világháború után a kettészakadt ország keleti felén kapta meg jogutódként az Agfa gyárait (természetesen a gyártási eljárásokat titkosították). A gyár a VEB (Volkseigener Betrieb) államivállalat-csoporthoz tartozott. Termékei nem igazán voltak minőséginek mondhatóak, a korhoz hűen mérföldekkel le voltak maradva a nyugati színvonaltól. A gyár 1991-ben hanyatlani kezdett, a privatizáció kezdte tönkretenni. A kétezres évek elejéig több vállalat tulajdonába került, aztán 2001-ben leállt a gyártás.

## Galéria

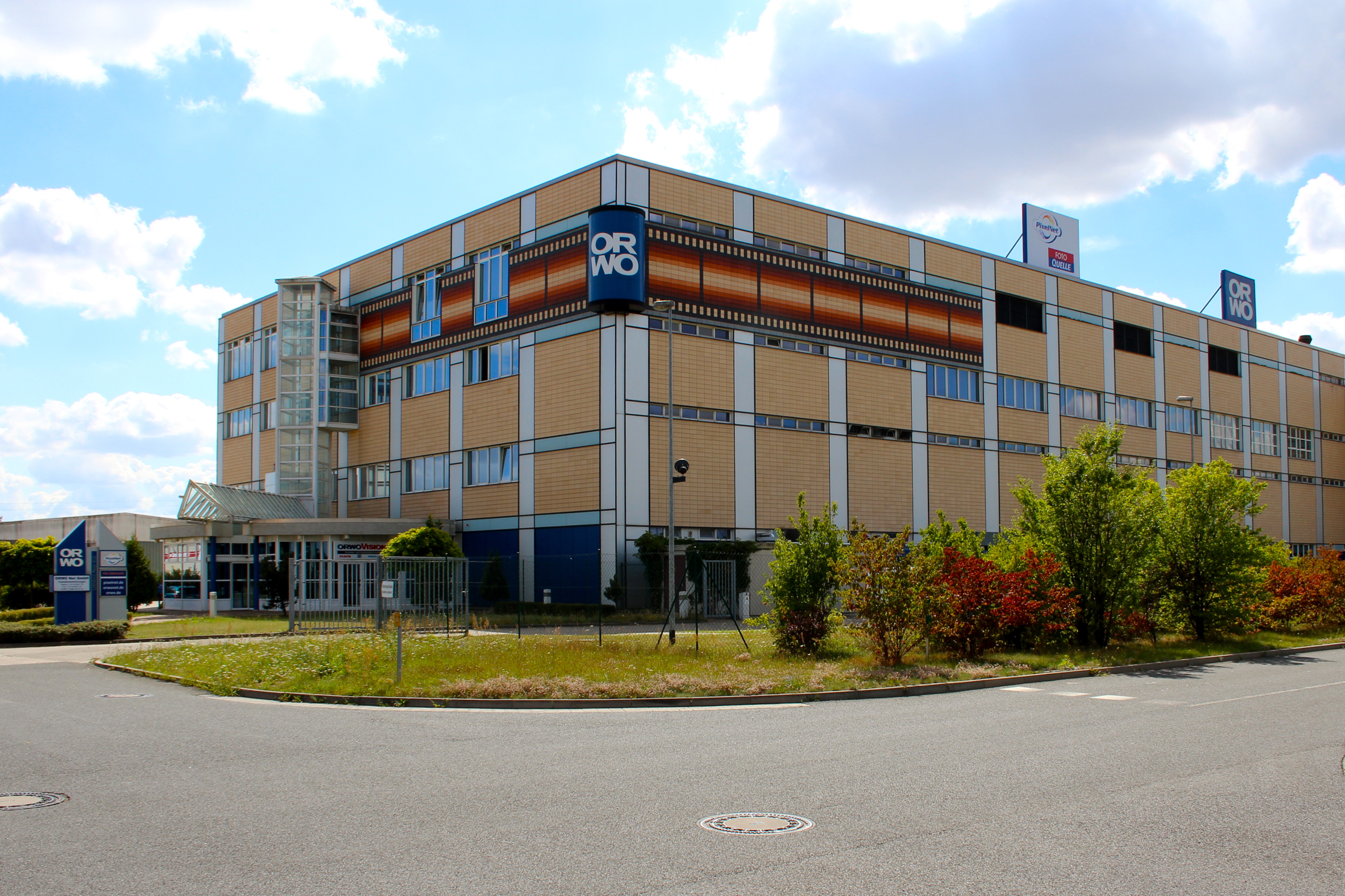
Az ORWO gyára 2012-ben
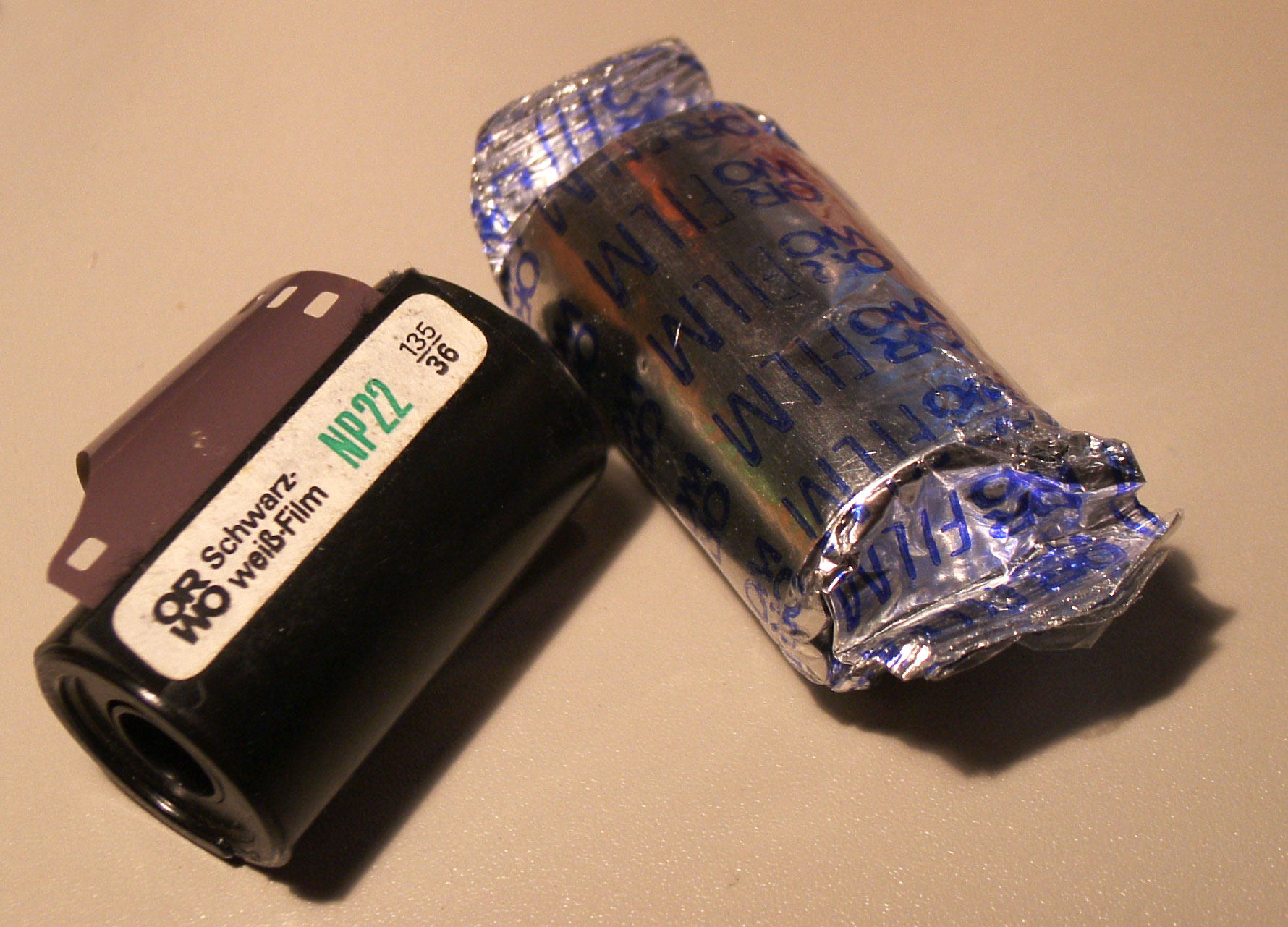
ORWO NP22 filmtekercs
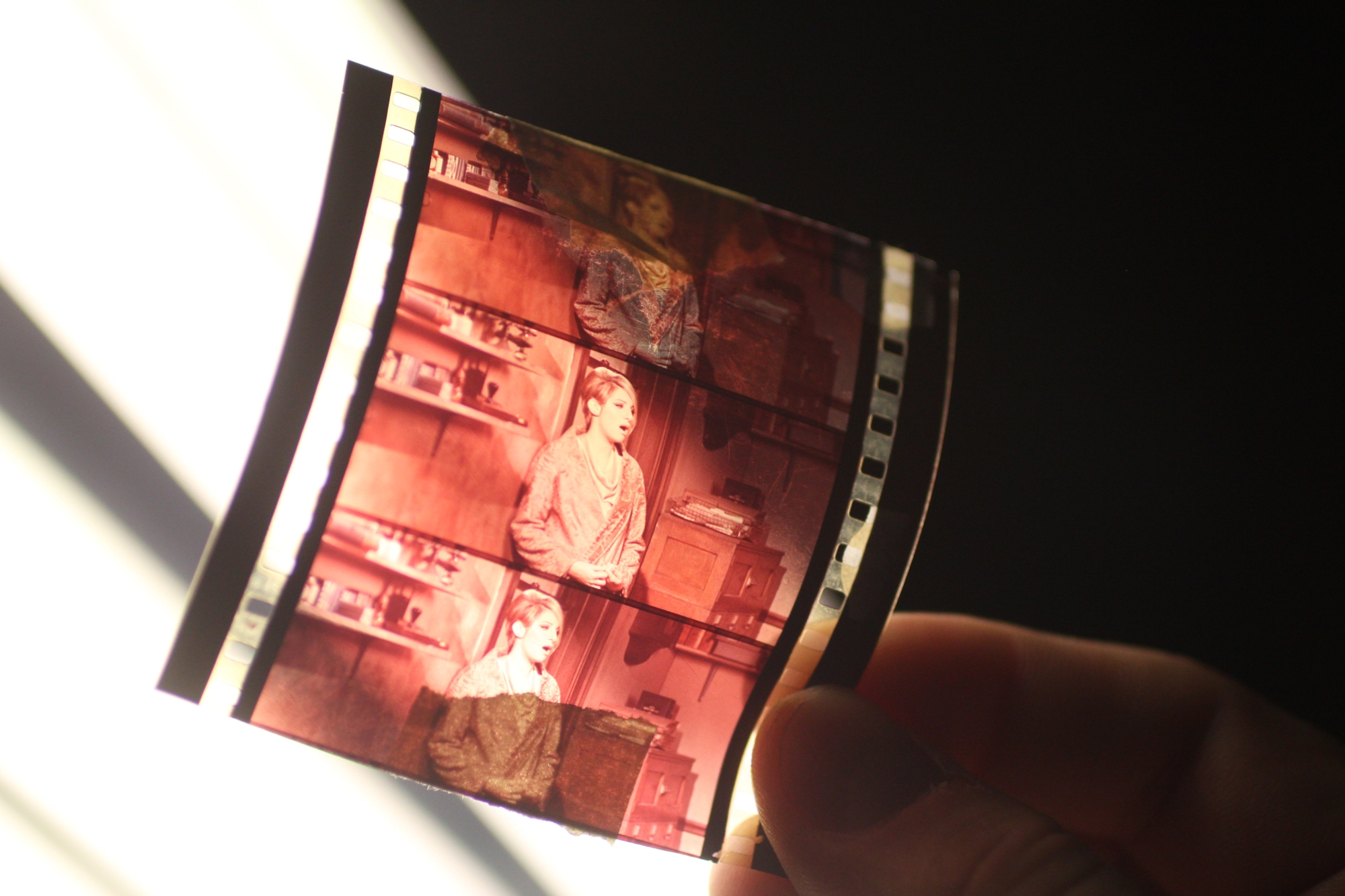
ORWO 70 mm-es film a Szovjetunióban (1990 előtt)
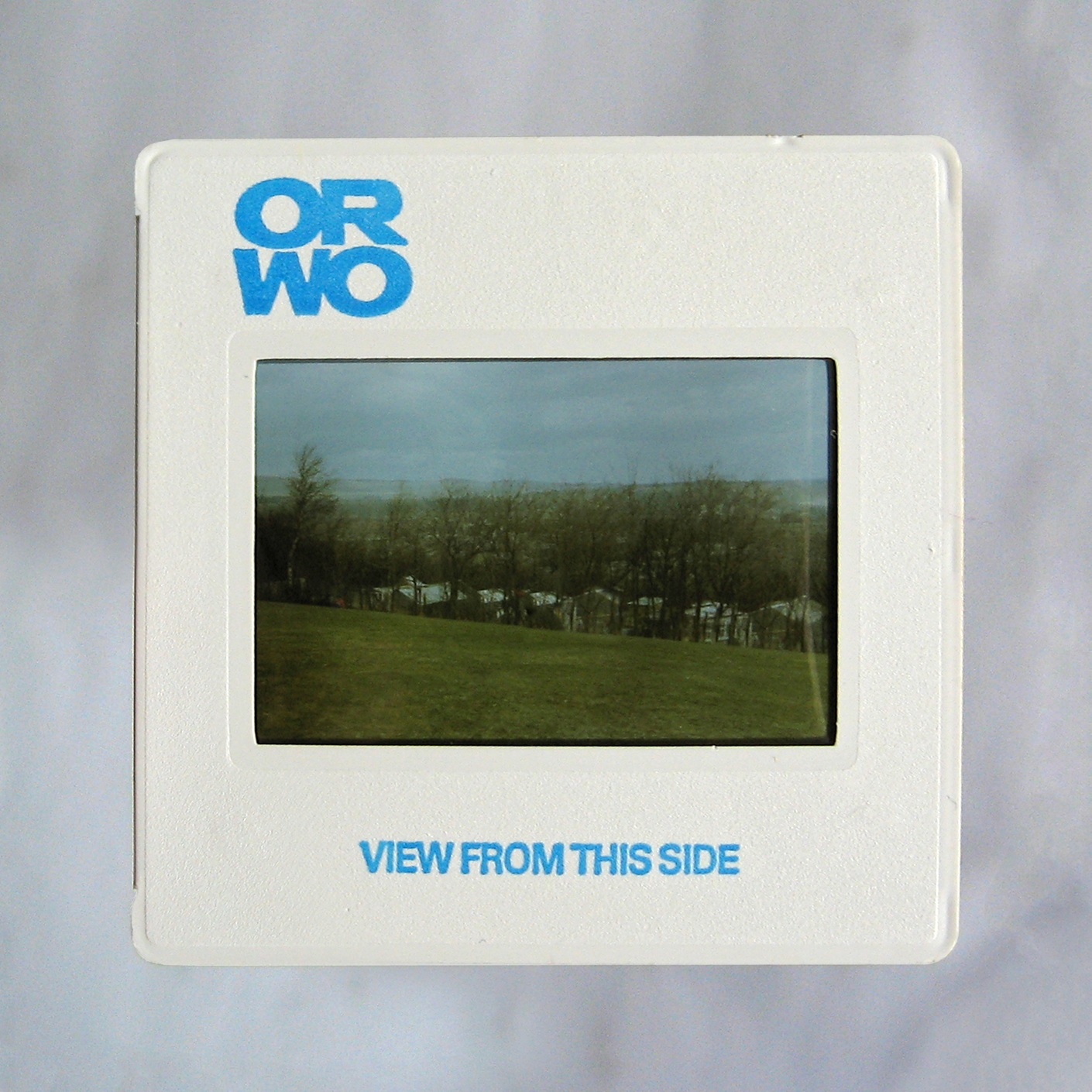
ORWO CHROM diafilm az Egyesült Királyságban (1990 előtt)
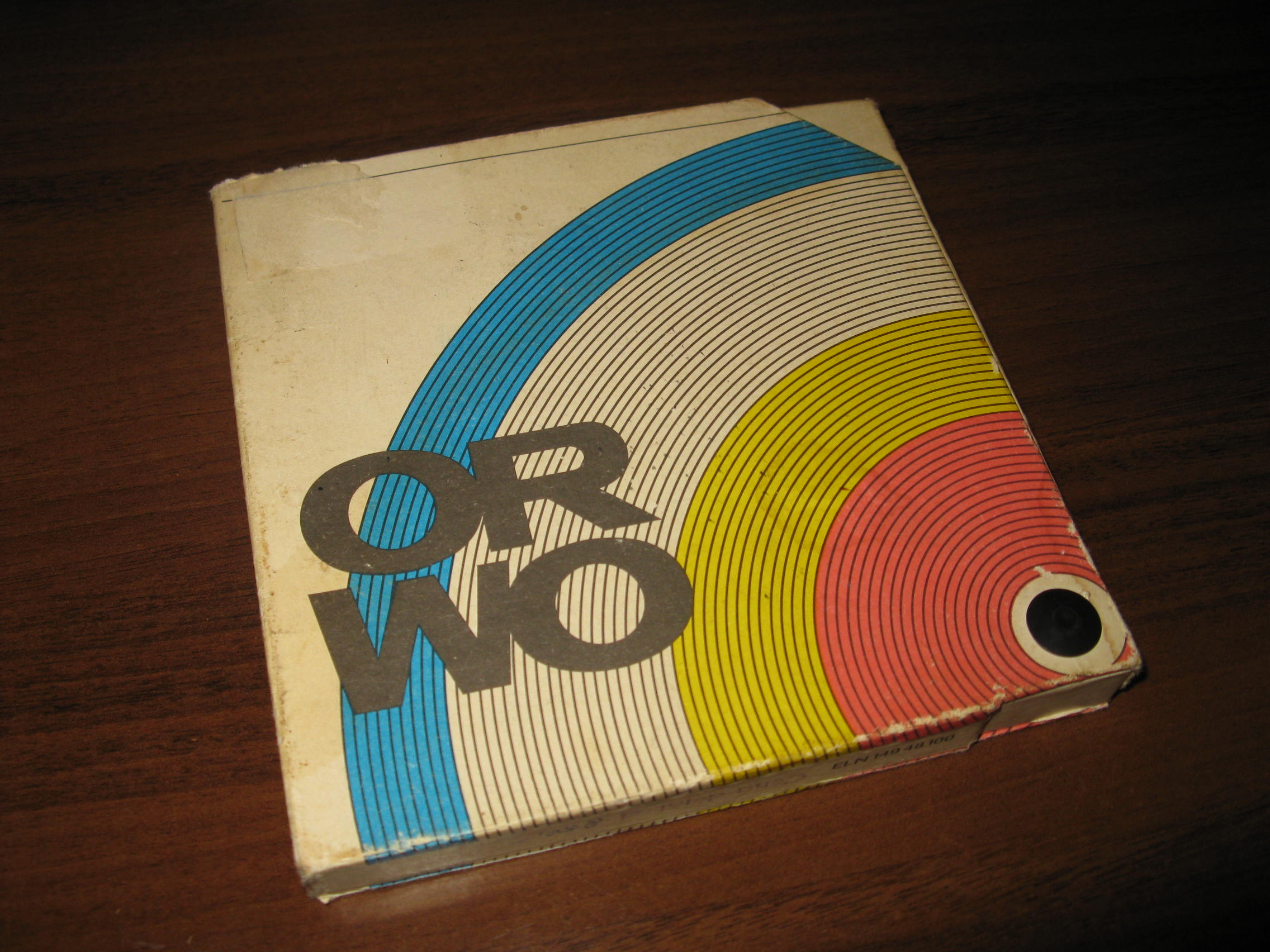
Mágnesszalag csomagolása (1990 előtt)
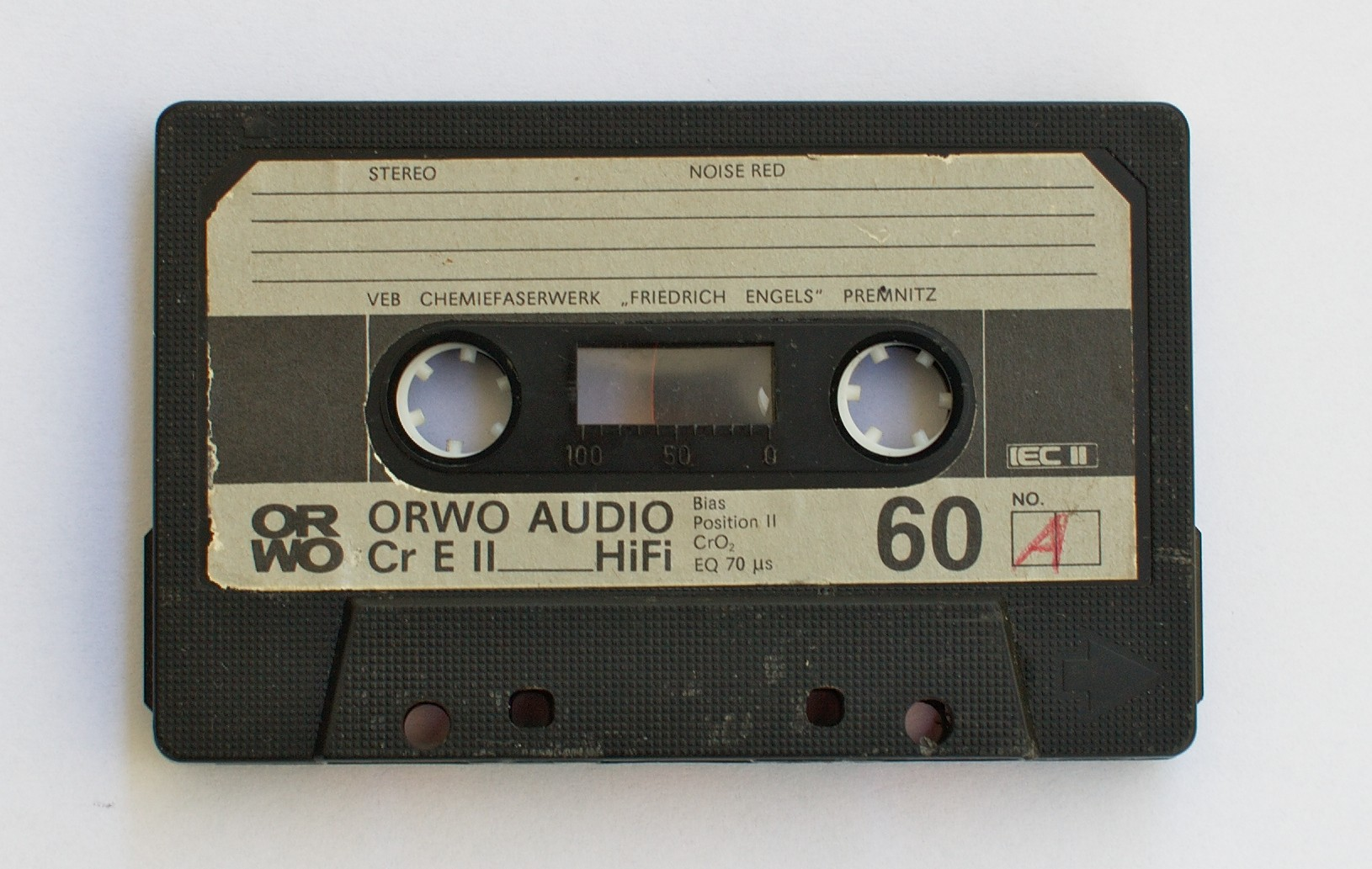
ORWO Chrome hangkazetta (1990 előtt)
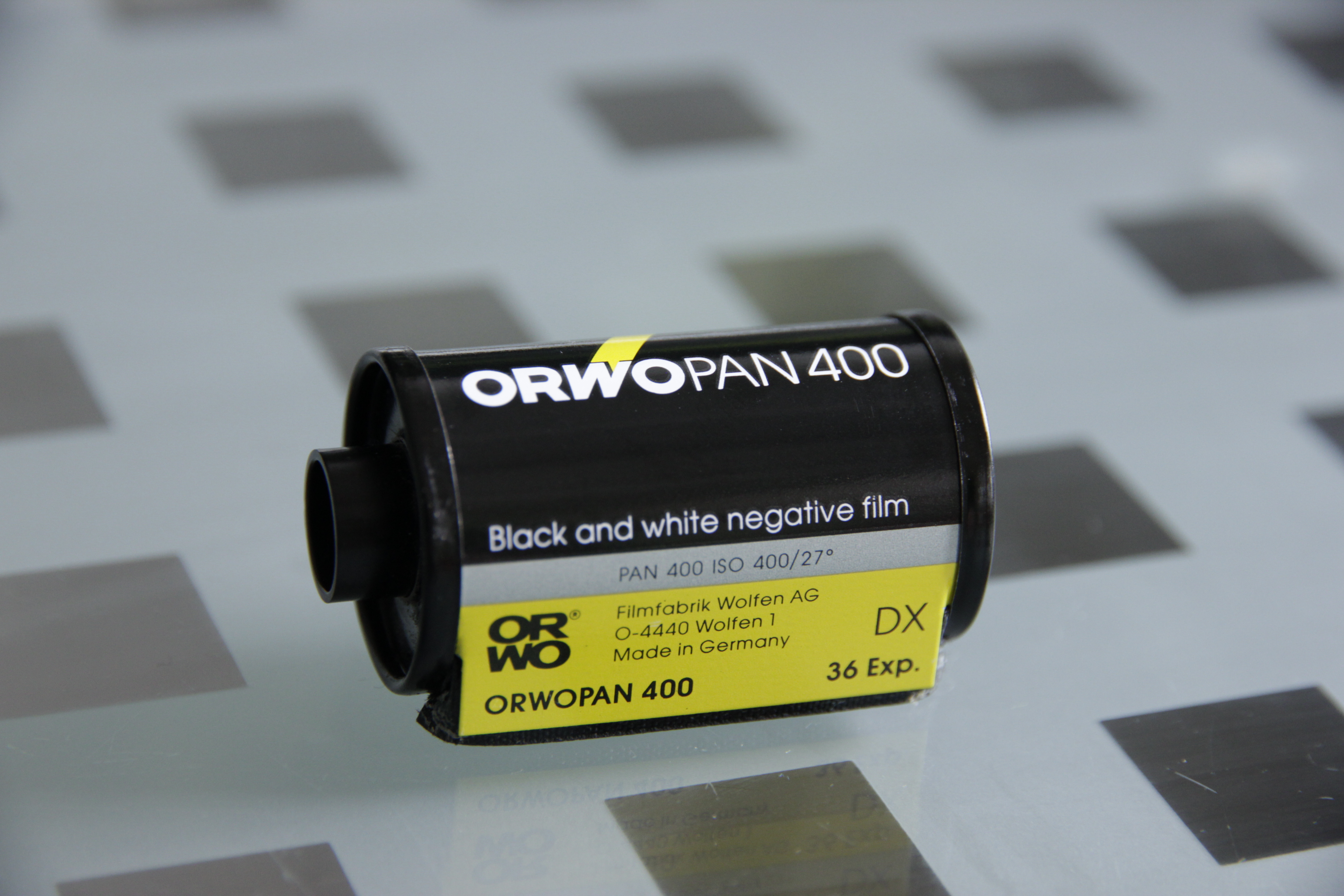
ORWO PAN 400 filmtekercs (1994 előtt)
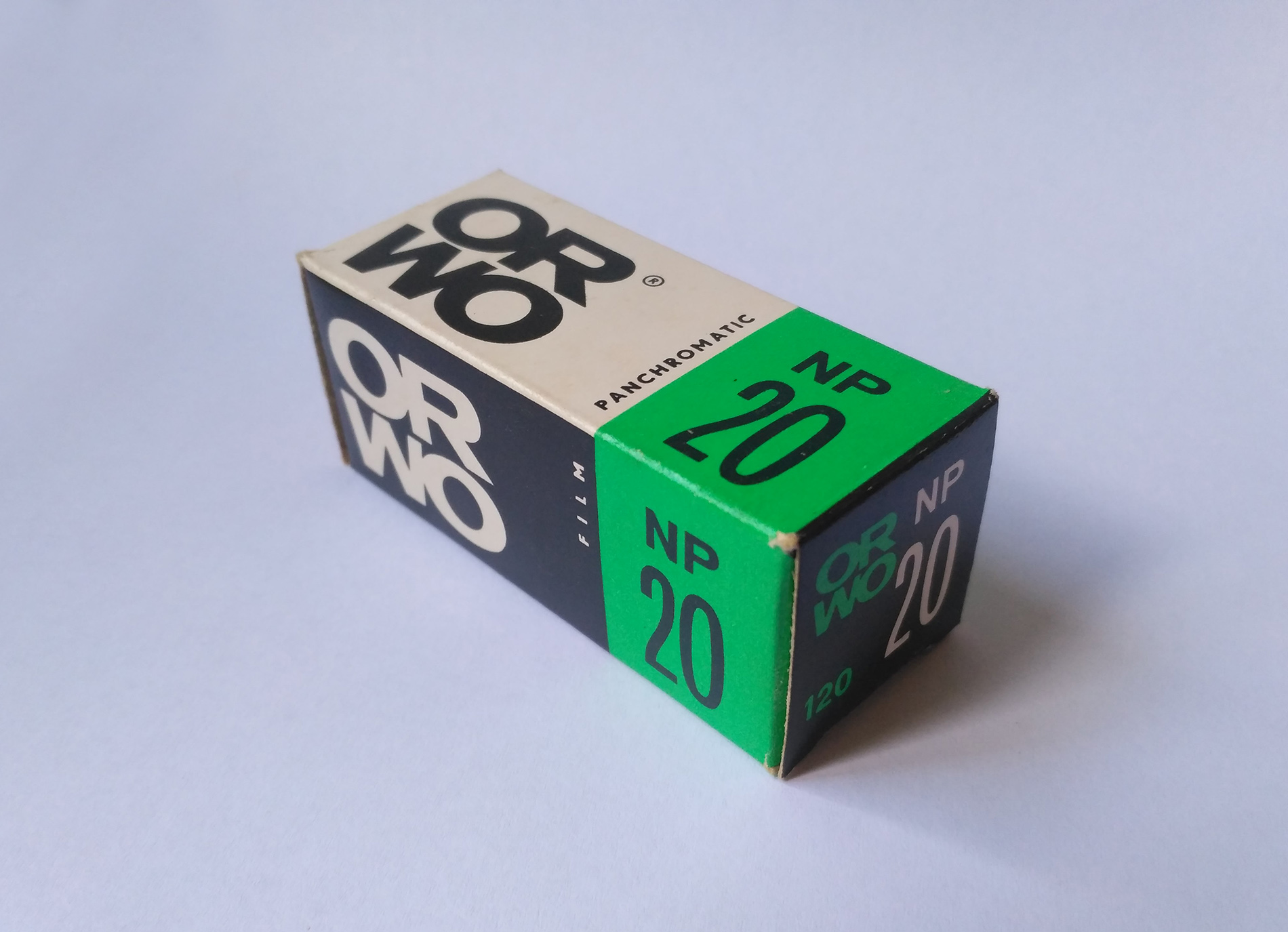
ORWO NP 20 doboza
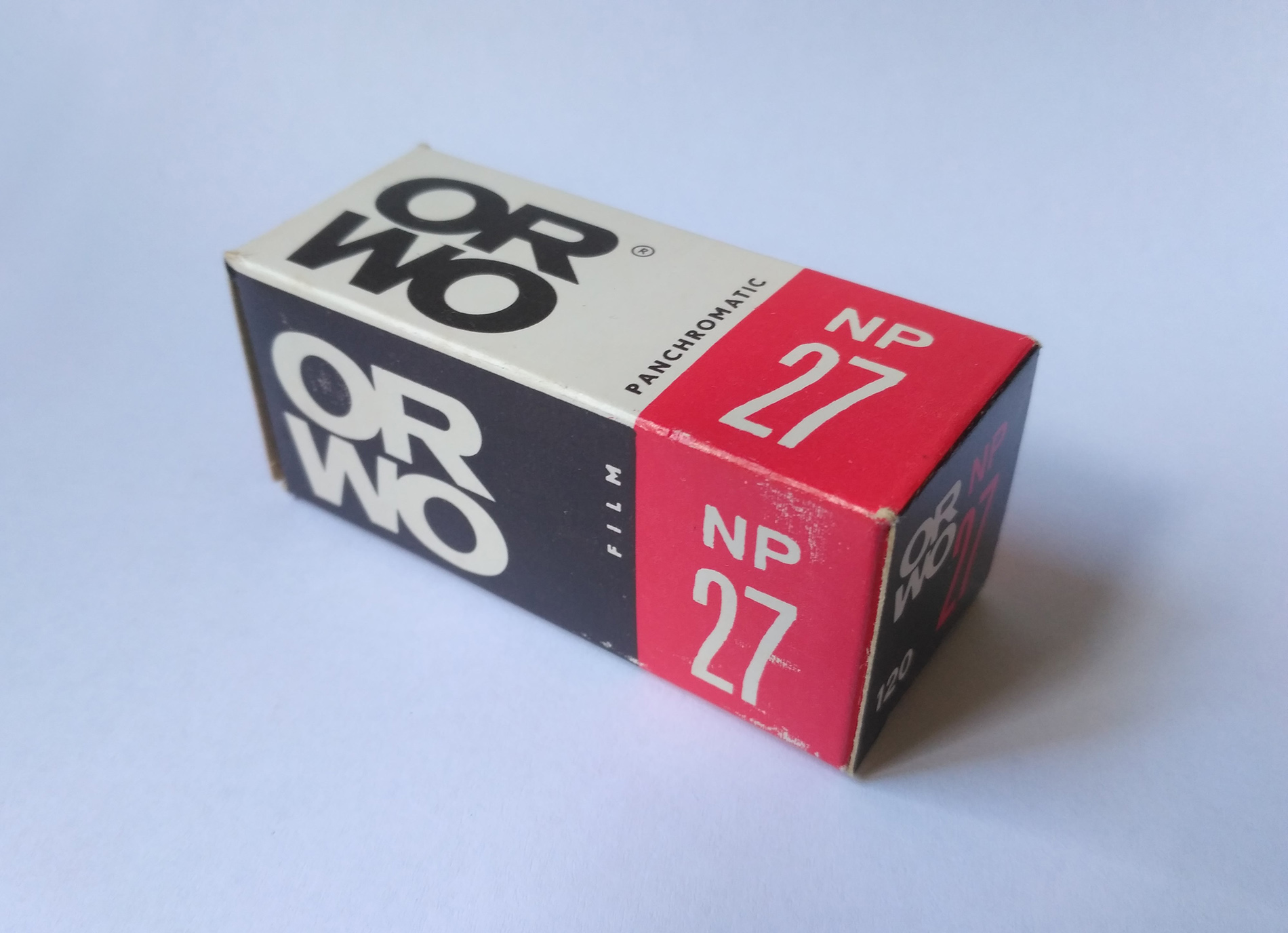
ORWO NP 27 doboza